# James Charles
James Charles Dickinson (n. 23 mai 1999, Bethlehem⁠(d), New York, SUA) este o personalitate americană pe Internet,  și un make-up artist . În 2016, a devenit primul ambasador de sex masculin pentru CoverGirl.

## Viața personală
Charles provine din Bethlehem, New York, și a absolvit liceul central din Bethlehem în iunie 2017. Charles a mărturisit deschis că este gay.
Are o avere estimată la 12 milioane de dolari (9 milioane de lire).

## Carieră

### YouTube
Charles este cel mai cunoscut pentru canalul său YouTube, care se concentrează pe machiaj, acesta a fost  lansat la 2 decembrie 2015. Canalul său are peste 2.4 miliarde de vizionări pe YouTube. La cea de-a 8-a ediție a premiilor Streamy, el a câștigat premiul pentru cel mai bun canal din categoria Beauty. In prezent (17 Iunie 2022) el are peste 24 de milioane de abonați.

### Make-up
La 11 octombrie 2016, la vârsta de treisprezece ani, Charles a devenit primul model de purtător de cuvânt al mărcii cosmetice CoverBoy, care lucra alături de ambasadorul mărcii Justin Biber.     
În 2018, Charles a colaborat cu Morphe Cosmetics pentru a lansa o paletă de fard de ochi. În ianuarie 2019, a fost invitat la Birmingham, Anglia, să deschidă cel de-al doilea magazin din Regatul Unit al Marii Britanii, unde au apărut peste 7 000 de fani, ceea ce a dus la oprirea unor părți din centrul orașului.  
În martie 2019, Charles a făcut machiajul pentru filmul de muzică al lui Iggy Azalea pentru "Paul Walker ". El a avut, de asemenea, o apariție cameo în film. 

### Modeling
În 2017, Charles a mers pe podiumul pentru colecția MarcoMarco Sex 1/2 în timpul săptămânii de modă Los Angeles .  

### EmisiuneaInstant Influencer
In Aprilie 2020, James a confirmat ca emisiunea sa in cadrul platformei YouTube, cu numele "Instant Influencer", va premia in data de 24 Aprilie 2020. Emisiunea consta in gasirea urmatorului "influencer", iar Charles este gazda ecestei emisiuni.
Ultimul episod, si anume finala primului sezon, a fost difuzat in data de 15 Mai 2020 cu Strashme ca invingatoare. Ceilalti participianti sunt:
- Kailin Chase
- Christian Perez
- Britany Renteria
- Gabriel Garcia
- Benny Cerra

Multe persoane celebre si-au facut aparitia in cadrulu juriului, si anume Paris Hilton, Norvina (fiica Anastasiei Soare), Trixie Mattel, MakeUpByMario.

## Controverse
În februarie 2017, Charles a fost criticat după ce a făcut o glumă ofensivă despre Africa și Ebola. La scurt timp, și-a cerut scuze; „Îmi pare foarte rău pentru ceea ce am spus. Nu există scuze. Nimeni nu îmi datorează iertare, dar am învățat multe din această experiență. Sper că oamenii care mă privesc vor putea să învețe din greșelile mele și să nu le repete”.  
În martie 2017, artistul de make-up Thomas Halbert, a postat capturi de ecran ale conversațiilor anterioare cu Charles, unde a admis că povestea sa despre faptul că i-a crescut notabilitatea a fost falsificată. Charles a susținut inițial a avut fotografiile sale de la balul de liceu refăcute, cu o lumină inel  dar conversația a arătat că el a editat de fapt fotografiile. 
În aprilie 2019, Charles a spus că nu era pe deplin homosexual și că era de 5,5 pe scara Kinsey, spunând că „în trecut au existat fete pe care le-am crezut foarte frumoase, de asemenea, au existat și băieti transexuali, de care  mi-a plăcut”. Aceste comentarii au creat controverse, iar unii au susținut că au fost transfobe. Charles și-a cerut scuze la scurt timp, eliberând o declarație în care spunea că comentariile sale erau neintenționate transfobe și că ar fi trebuit să aleagă cuvinte diferite pentru a transmite ceea ce a vrut să spună. 
La 10 mai 2019, colaboratorul de lungă durată Tati Westbrook a încărcat un videoclip  de 43 de minute intitulat „BYE SISTER ...” pe canalul său YouTube în care îl critica foarte mult pe Charles. În videoclipul său, Westbrook l-a acuzat pe Charles că „manipulează sexualitatea oamenilor”   și „folosește ... faima, puterea și banii pentru a se juca cu sentimentele oamenilor”.  Dupa aceasta, numarul de abonati al lui Charles a scazut cu peste un milion in mai putin de 24 de ore si cu peste trei milioane in total, scăzand de la 16,6 milioane de abonati in jurul zilei de 6 mai 2019 la 13,4 milioane pe 15 mai 2019 . Numărul de abonați ai Tatianei au crescut cu peste patru milioane în aceeași perioadă.   Charles a încărcat mai târziu un videoclip de 8 minute cu titlul "tati", în care a abordat problemele ridicate de Westbrook și le-a cerut scuze fanilor și soțului ei. Acest videoclip a primit mult feedback negativ, videoclipul devenind unul dintre cele 10 cele mai disprețuite videoclipuri din istoria YouTube.   
La 18 mai 2019, Charles a realizat un al doilea videoclip de 41 de minute, adresându-se comentariilor făcute de Westbrook, intitulat "No More Lies".   Acest lucru l-a ajutat pe Charles să recâștige un milion de abonați.

## Filmografie
| An   | Titlu                               | Episod                                    |
| ---- | ----------------------------------- | ----------------------------------------- |
| 2017 | Apologies in Advance Andrea Russett | Episod: "James Charles"                   |
| 2017 | Zall Good                           | Episod: "James Charles"                   |
| 2017 | Shane and Friends                   | Episod: "James Charles"                   |
| 2018 | The Secret World of Jeffree Star    | Episod: "Becoming Jeffree Star for a Day" |
| 2019 | Strahan & Sara                      |                                           |

### Videoclipuri muzicale
| An   | Titlu            | Artist      | notițe |
| ---- | ---------------- | ----------- | ------ |
| 2019 | " Sally Walker " | Iggy Azalea |        |